# Via Stella
Ne doit pas être confondu avec France 3 Corse.
Via Stella initialement France 3 Via Stella, est une chaîne de télévision publique régionale française, consacrée à la collectivité de Corse.

## Historique
Les origines de Via Stella remontent en 2000, lorsque Catherine Trautmann, alors ministre de la Culture, demande à France Télévisions de développer de nouvelles chaînes pour accompagner le lancement de la TNT, fin 2002. Parmi ces chaînes, huit télévisions numériques régionales (TNR) seront élaborées par les équipes de France 3, dirigées alors par Rémy Pflimlin.
La TNR corse, connue alors sous le nom de France 3 Corse Méditerranée, se concrétise dès 2001. L'alternance politique de 2002 révise néanmoins les ambitions de France Télévisions à la baisse. Les TNR sont annulées, tout comme les autres projets du service public pour la TNT. Celle-ci sera repoussée à plusieurs reprises, officiellement pour des contraintes techniques, officieusement pour satisfaire la demande de TF1 qui est réticente à la TNT, celle-ci permettant la création de nouveaux concurrents[réf. nécessaire].
Malgré cette annulation, le projet France 3 Corse Méditerranée poursuit son chemin. Le projet original prévoyant une diffusion sur la TNT ayant été annulé, le projet mise désormais sur le satellite. En 2004, le projet de la chaîne est baptisé France 3 Corse Via Stella, qui peut se traduire en français par « France 3 Corse, la voie des étoiles » ou encore « France 3 Corse par Satellite ». En 2005, France Télévisions change de direction : Patrick de Carolis devient PDG du groupe et la politique éditoriale concernant le réseau régional est modifiée. La nouvelle direction préfère miser sur l'information, au détriment des autres programmes régionaux. Toutefois le projet continue avec le soutien de Nicolas Sarkozy, ministre de Jacques Chirac[réf. nécessaire].
Via Stella commence à émettre en décembre 2006 sous le nom de France 3 Via Stella avant de démarrer officiellement le 30 octobre 2007. C'est à ce titre la première chaîne de télévision numérique régionale et la seule du groupe France Télévisions jusqu'à la création de France 3 NoA en septembre 2018[réf. nécessaire].
La chaîne augmente progressivement son temps d'antenne d'année en année. Depuis septembre 2011, il ne reste que très peu de programmes nationaux diffusés : seuls le 19/20 national, le 12/13 national de fin de semaine, Côté Cuisine et Plus belle la vie sont diffusés. Tout le reste de la grille est entièrement contrôlé par France 3 Corse, avec notamment quelques émissions en langue corse[réf. nécessaire].
En outre, le 24 juin 2011, Rémy Pflimlin et Frédéric Mitterrand (respectivement PDG de France Télévisions et ministre de la Culture) ont fait savoir leur volonté commune de rendre France 3 Via Stella accessible via la TNT en Corse. Le 6 janvier 2012, Via Stella devient accessible sur le canal 22 de la TNT en Corse.
À partir du 24 septembre 2013, date de l'arrivée en Corse des six nouvelles chaînes nationales occupant les canaux 20 à 25, Via Stella occupe le canal numéro 33 de la TNT[réf. nécessaire].
Depuis le 6 juin 2025, la chaîne abandonne la marque France 3 et se renomme Via Stella pour s'associer mieux a la marque France.tv.

## Identité graphique
Le 29 janvier 2018, France 3 Via Stella adopte à l'antenne un nouvel habillage accompagné d'un nouveau logo.

Logo du 30 octobre 2007 à janvier 2012.
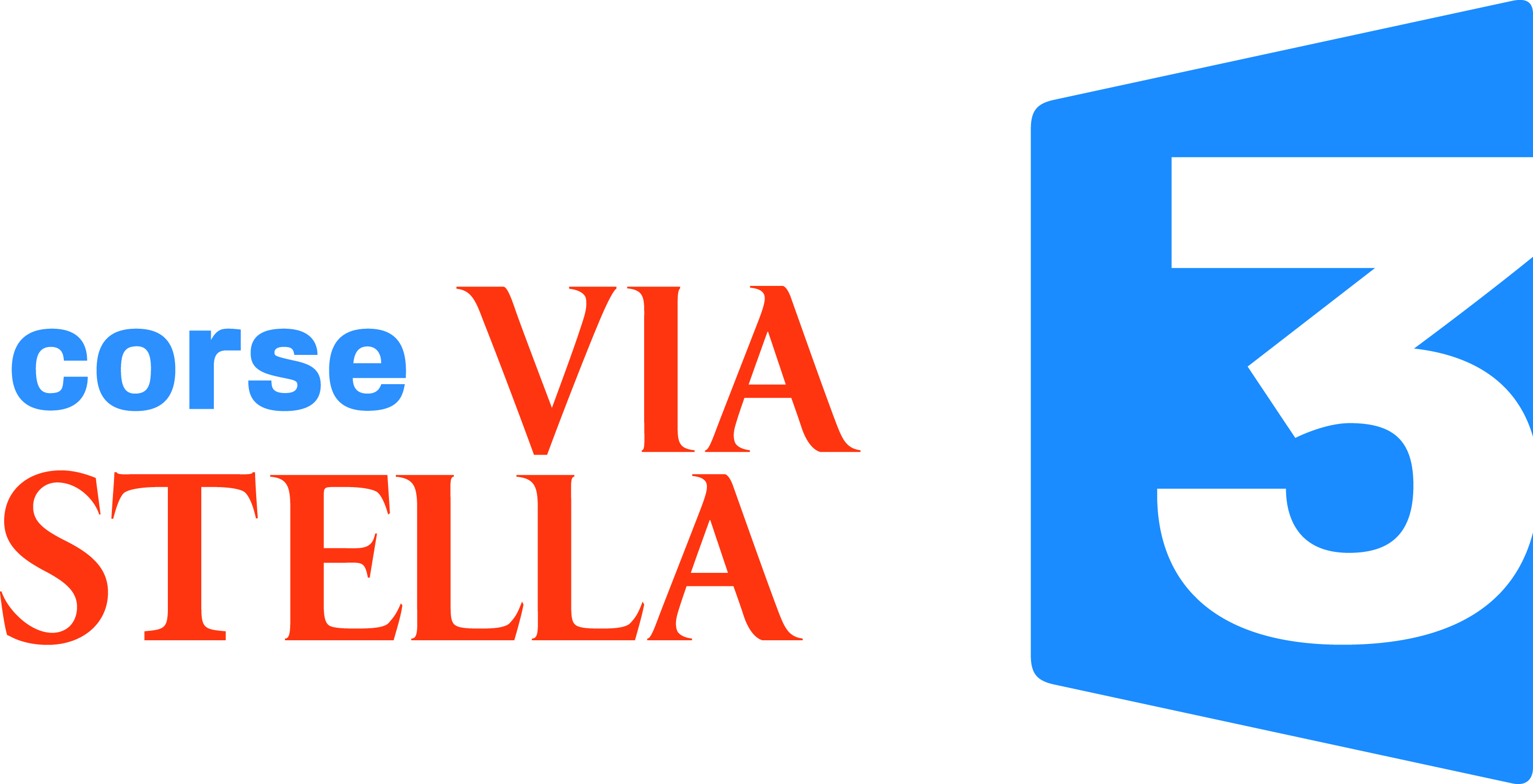
Logo de janvier 2012 au 28 janvier 2018.
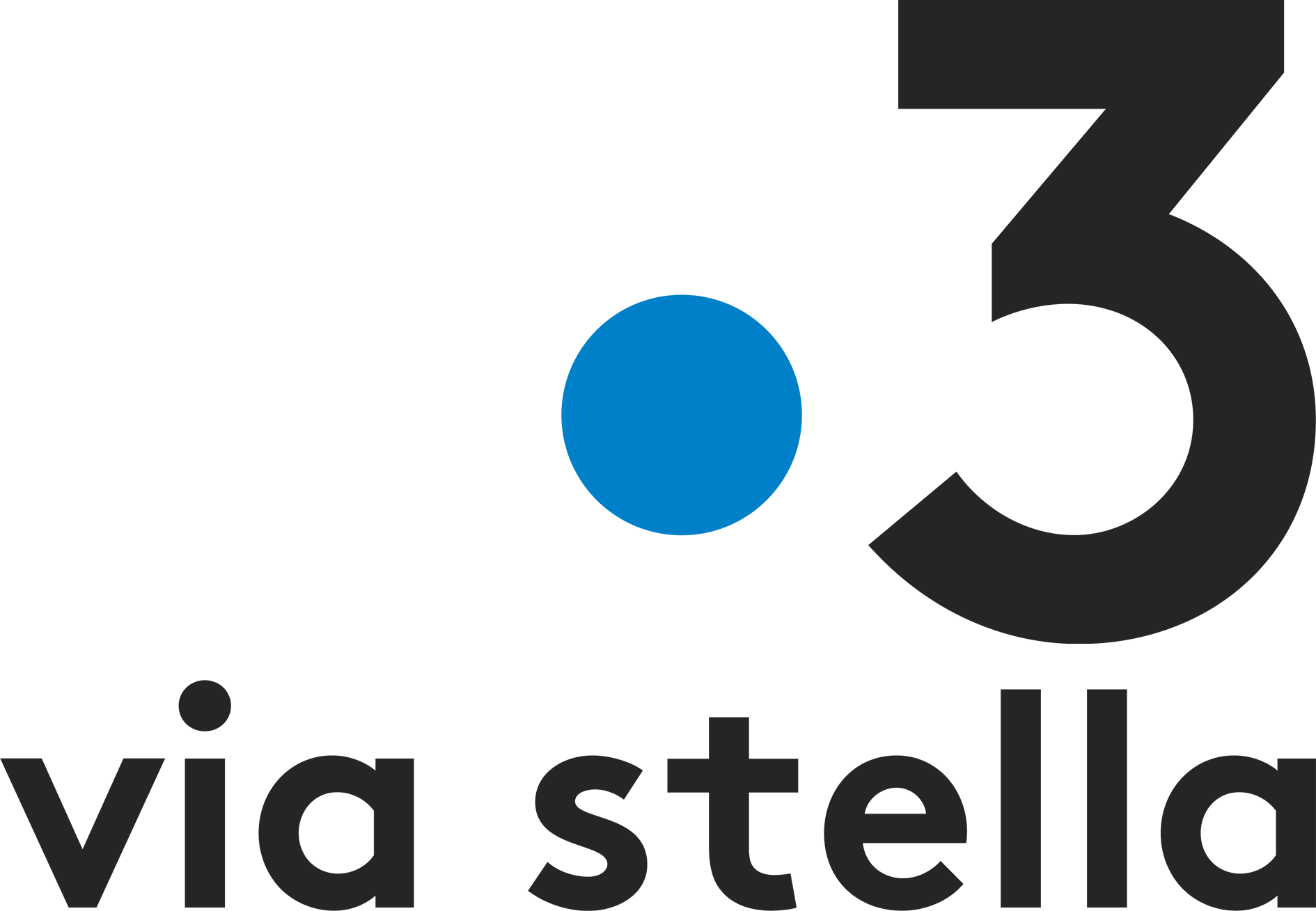
Logo du 29 janvier 2018 au 6 juin 2025.
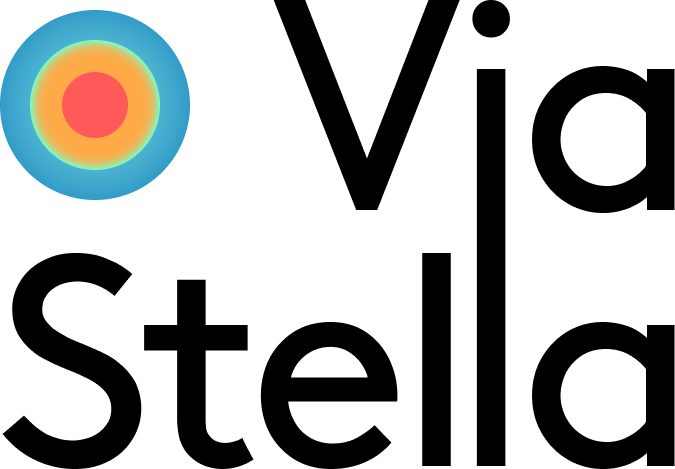
Logo à partir du 6 juin 2025.

## Organisation

### Mission
Les missions de France 3 Via Stella sont précisées dans le cahier des charges de France Télévisions, fixé par le décret no 2009-796 du 23 juin 2009. 

« France 3 Via Stella est une chaîne régionale ayant pour vocation de diffuser, par voie hertzienne terrestre en Corse ainsi que par des réseaux de communications électroniques n'utilisant pas de fréquences assignées par l'Autorité de régulation de la communication audiovisuelle et numérique, des programmes, dont une proportion significative est diffusée en langue corse, consacrés à la Corse, son actualité, son patrimoine, sa culture et ses traditions, avec une ouverture sur d'autres régions, et notamment les régions voisines de la Méditerranée.
Dans le respect de son indépendance éditoriale, ce service peut être financé par la collectivité territoriale de Corse, dans le cadre de conventions signées avec l'Etat. »

— Article 3 du décret no 2009-796 du 23 juin 2009.